# Chelcia Gabriel
Pour les articles homonymes, voir Gabriel.
Chelcia Cristina Gabriel, née le 24 septembre 2000, est une handballeuse angolaise évoluant au poste de demi-centre.

## Biographie
Chelcia Cristina Gabriel naît le 24 septembre 2000. 

### Carrière en club
Chelcia Cristina Gabriel évolue en club à l'Atlético Petróleos de Luanda.

### Carrière en sélection
Chelcia Cristina Gabriel dispute avec l'équipe d'Angola le tournoi pré-olympique africain de 2023 ainsi que le Championnat du monde féminin de handball 2023.